# Цецка Цачева
Цецка Цачева Данговска е български юрист, политик от политическа партия ГЕРБ и първата жена, заемала поста председател на Народното събрание. Министър на правосъдието на Република България от 4 май 2017 до 5 април 2019 г.
Избрана е за председател на XLI народно събрание (14 юли 2009 до 14 март 2013) и XLIII народно събрание (27 октомври 2014 – 27 януари 2017). Владее свободно немски и руски език.

## Биография

### Ранни години
Родена е на 24 май 1958 г. в с. Драгана, община Угърчин, област Ловеч. Средното си образование завършва в днешното СУ „Анастасия Димитрова“ в Плевен. Впоследствие работи в местен завод. Постъпва в работнически факултет, в който след 6-месечна подготовка постъпилите са приемани за студенти без полагане на изпит. Завършва задочно право в Софийския университет „Св. Климент Охридски“.
До 1991 г. работи като юрисконсулт. Първоначално в Окръжния народен съвет, а впоследствие към Общинския, вследствие административното деление от 1987 г., където по-късно става началник на правния отдел. Става член на БКП, като според твърдения, които самата Цачева категорично отхвърля, в този период тя е била и секретар на първична партийна организация там. От 1992 г. работи като адвокат в плевенската адвокатска колегия. Според някои източници по това време Цачева е членувала последователно в СДС и ССД. Самата тя не отрича, че е помагала на тези партии, но отрича да е членувала в тях.

### Политическа кариера

#### Местни избори 2007
На изборите за местни органи на властта през 2007 г. е кандидат за кмет на Плевен от партия ГЕРБ, но остава трета с 5838 гласа. Избрана е за общински съветник. Същевременно е и общински ръководител на партията за Плевен. Преди да бъде избрана за общински съветник, Цачева е седем години и половина правен консултант на Община Плевен, като приключва работата си за Общината след конфликт с кмета Найден Зеленогорски. През юни 2008 г. той подава сигнал срещу Цачева до Адвокатската колегия в града. Мотивите му са, че Цачева е действала срещу интересите на Община Плевен, като докато е оказвала правна помощ на местната администрация, е давала съвети и на насрещните страни по същите дела.

#### Парламентарни избори 2009
На парламентарните избори през 2009 г. е водач на пропорционалната листа и мажоритарен кандидат на ГЕРБ за 15-и многомандатен избирателен район в Плевен. Печели мажоритарния вот с убедителна преднина пред бившия министър на вътрешните работи и ключова фигура на БСП – Румен Петков.
Цецка Цачева е член на Изпълнителната комисия на ГЕРБ.

#### Председател на Народното събрание
Избрана е за председател на XLI народно събрание на Република България на 14 юли 2009 г. с 227 гласа „за“ и 3 гласа „въздържали се“, с което става първата жена председател на Народното събрание в цялата история на България.
На 27 октомври 2014 г. е избрана за председател на XLIII народно събрание на Република България с 219 гласа „за“, 12 гласа „против“ и 1 глас „въздържал се“.
По време на двата си мандата в Народното събрание Цачева има общо 28 посещения в чужбина, от които 13 са в държави от ЕС, а останалите – в европейски страни извън съюза (Русия и Албания) и Азия (Китай, Казахстан, Япония, Индия, Виетнам, Мароко) и веднъж в САЩ.

#### Кандидат-президент
На президентските избори през 2016 г. се кандидатира за президент заедно с Пламен Манушев. Двойката е издигната от ПП ГЕРБ. Те губят изборите на балотажа със значителна разлика от кандидатската двойка, издигната от БСП.

#### Министър на правосъдието
Цецка Цачева е избрана за министър на правосъдието на Република България от XLIV народно събрание на 4 май 2017 г. Подава оставка на 23 март 2019 г., която е приета от премиера Борисов. Причината е сигнал на Антикорупционния фонд за закупен от нея евтин апартамент в елитния столичен квартал „Изток“ през юли 2018 г. На 5 април 2019 г. НС освобождава Цачева от поста министър на правосъдието и избира на нейно място Данаил Кирилов, председател на парламентарната комисия по правни въпроси.

## Семейство
Цецка Цачева е омъжена за плевенския архитект Румен Данговски. Имат син Румен.